# 路易吉·比安基

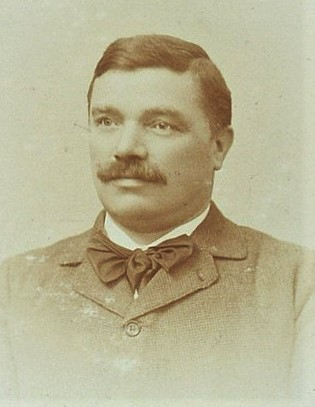
路易吉·比安基

路易吉·比安基（Luigi Bianchi，1856年1月18日—1928年6月6日）是一个意大利数学家。他出生于艾米利亚-罗马涅的帕尔马，在比萨去世。
他是十九世纪后期与二十世纪前期繁荣于意大利的几何学派的领头人。
和他的朋友及同事格雷戈里奥·里奇-库尔巴斯托罗一样，比安基于比萨的高等师范学校在恩里科·贝蒂，微分几何的领袖人物，今天最被记住的是他对拓扑学的开创性贡献，以及乌利塞·迪尼，函数理论的带头专家，的下指导学习。比安基也受波恩哈德·黎曼的几何理念与索菲斯·李及菲利克斯·克莱因在变换群方面的著作影响很深。比安基1896年成为比萨高等师范学校的教授，在这里他度过了整个职业生涯。在比萨，他的同事包括天才的里奇。1890年，比安基与迪尼合作指导了后来著名的分析学家与几何学家圭多·富比尼的博士论文。
1898年，比安基成功完成一个（足够对称的）黎曼流形等距的三维李群的九种可能的等距类的比安基分类。比安基已经知道这与，在同构的意义下，三维实李代数的分类在本质上是一回事。这补充了李自己早先的工作，他将复李代数做了分类。
在路德·艾森哈特与亚伯拉罕·哈斯克尔·陶布的影响下，比安基的分类后来在广义相对论的发展中起着重要的角色。比安基的九种等距类列表，可以视为李代数，李群，或三维齐性（可能各向异性）黎曼流形，通常统称为比安基群。
1902年，比安基重新发现了关于黎曼张量的今天称为比安基恒等式，在广义相对论中有相当重要的地位（它们对理解爱因斯坦场方程是本质的）。按图利奥·列维-奇维塔的说法，这些恒等式里奇在1880年第一次发现过，但里奇显然完全忘记了这件事，这导致了比安基的重新发现！

## 进一步阅读
Carruccio, Ettore. .  2. New York: Charles Scribner's Sons: 121. 1970–80. ISBN 0684101149.